# Joni Tuominen
Joni Tuominen (ur. 4 września 1982 w Espoo) – fiński hokeista.

## Kariera
- Blues U18 (1998-1999)
- Blues U18 (1999-2000)
- Blues U20 (2000-2003)
- Blues (2003-2004)
- HCK Salamat (2004)
- Pelicans (2004)
- Jukurit (2004-2005)
- SaiPa (2005-2011)
- TPS (2011-2012)
- HPK (2012-2013)
- Blues (2013-2014)

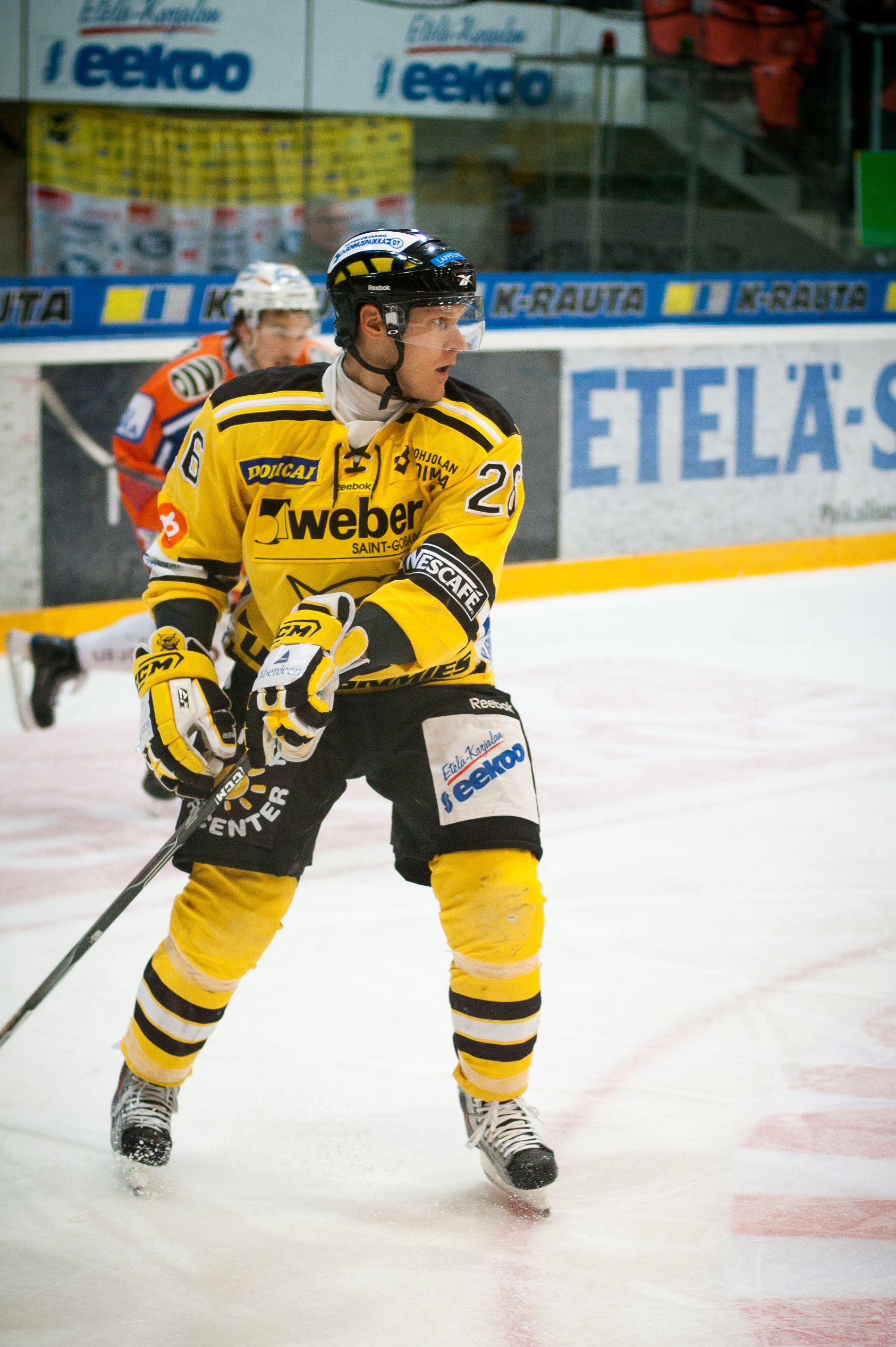
Joni Tuominen w barwach SaiPa (2010)

- Dresdner Eislöwen (2014-2015)
- STS Sanok (2015-2016)
- Manchester Phoenix (2016-2017)
- DVTK Jegesmedvék (2017)
- Ferencvárosi TC (2017-2018)

Wychowanek klubu EJK w rodzinnym Espoo. W karierze występował w rodzimych ligach fińskich Mestis i Liiga, w której rozegrał 10 sezonów od 2003 do 2014, w tym przez sześć w barwach SaiPa. Od sierpnia przez około miesiąc zawodnik czeskiego klubu HC Ołomuniec. Od września 2014 zawodnik niemieckiego klubu Dresdner Eislöwen w lidze DEL2 sezonu 2014/2015. Od sierpnia 2015 zawodnik STS Sanok w rozgrywkach Polskiej Hokej Ligi. W tym czasie zawodnikiem zespołu z Sanoka został także jego rodak Joni Puurula (wcześniej obaj występowali razem w klubie SaiPa). Od września 2016 do początku stycznia 2017 zawodnik angielskiego klubu Manchester Phoenix w brytyjskich rozgrywkach EPIHL. Od stycznia 2017 do końca sezonu 2016/2017 zawodnik DVTK Jegesmedvék. W lipcu 2017 został graczem Ferencvárosi TC.

## Sukcesy
Klubowe
- Srebrny medal Jr. A SM-liiga: 2003 z Blues U20
- Złoty medal mistrzostw Węgier: 2017 z DVTK Jegesmedvék
- Złoty medal MOL Liga: 2017 z DVTK Jegesmedvék